# Eurasian grade
 Eurasian grade è un gruppo informale di piante angiosperme dicotiledoni della famiglia delle Asteraceae (sottofamiglia Asteroideae e tribù Anthemideae.

## Descrizione

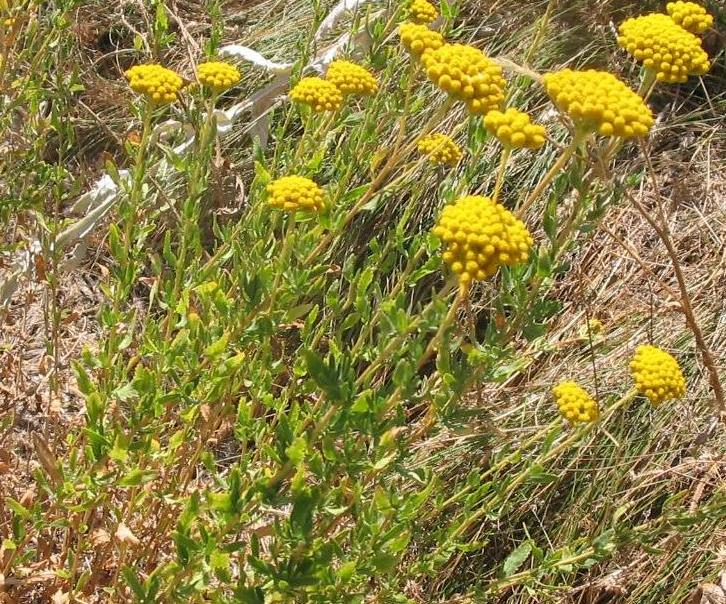
Il portamento
Achillea_ageratum

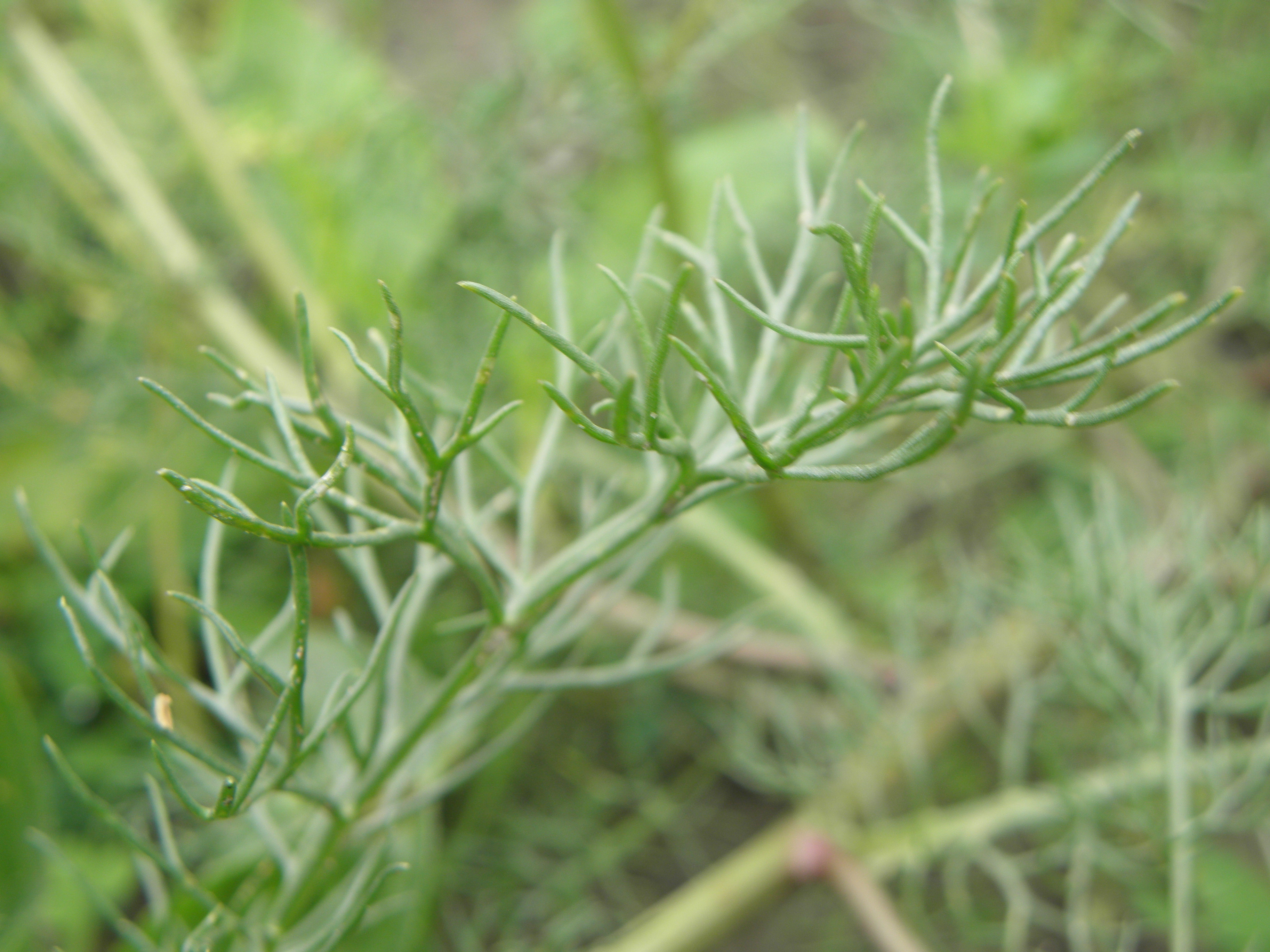
Le foglie
Tripleurospermum_inodorum

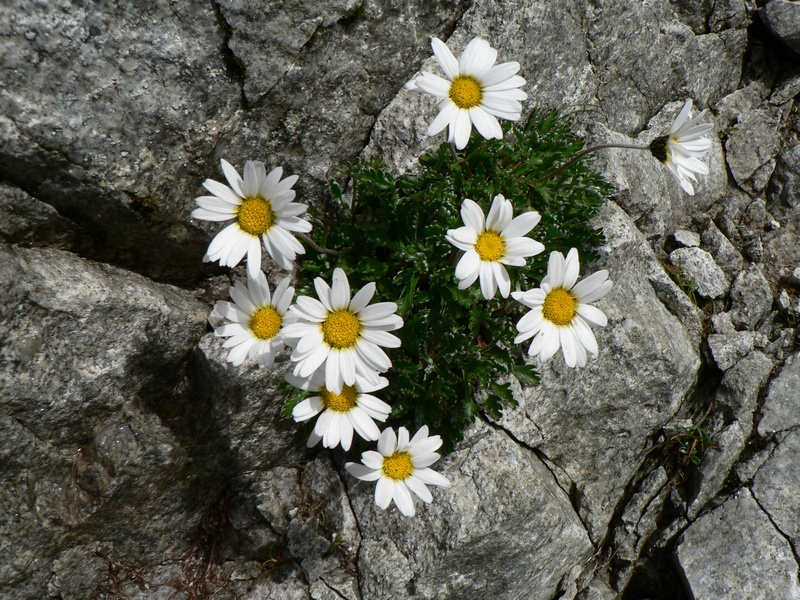
Infiorescenza
Leucanthemopsis alpina

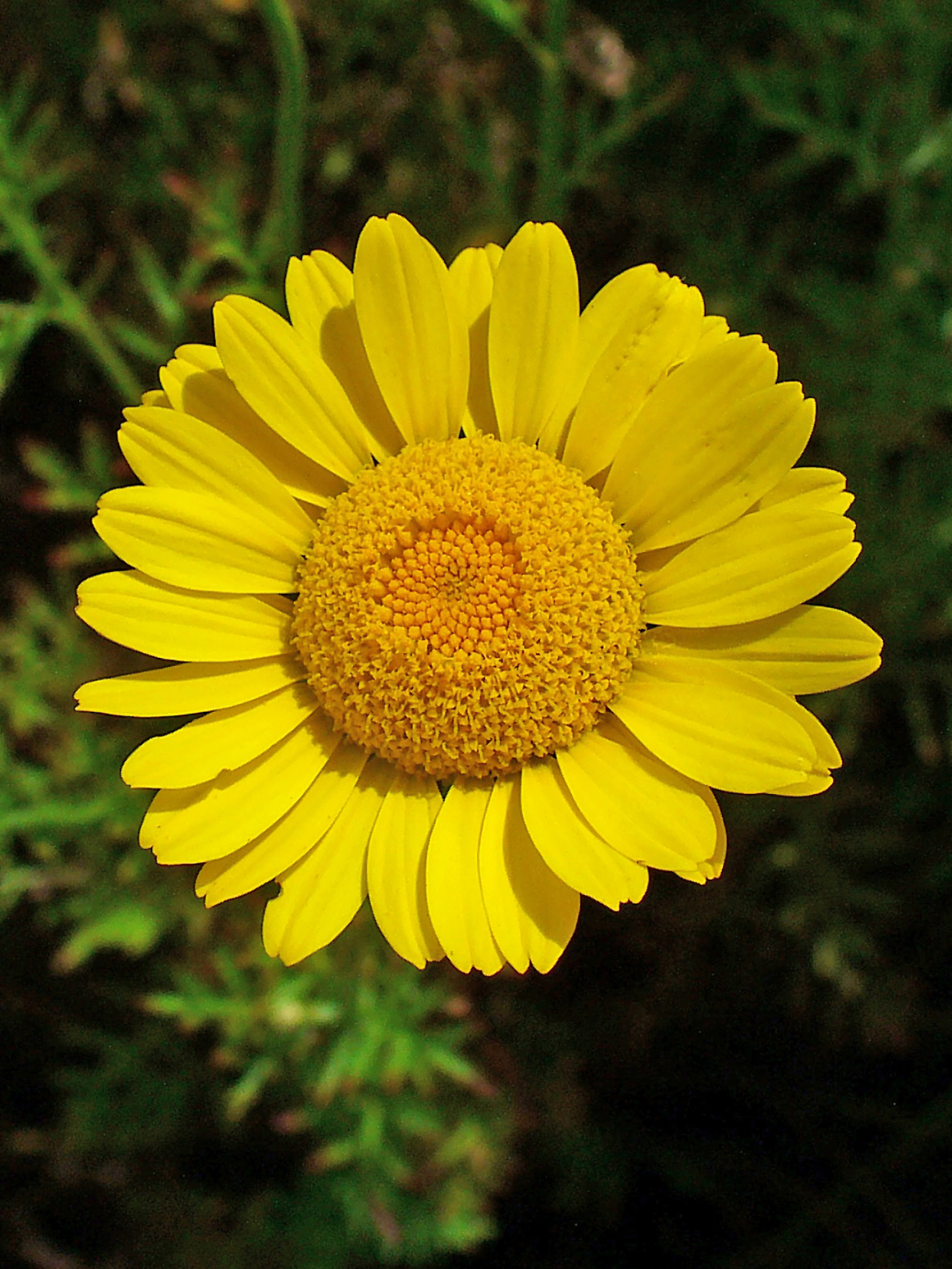
I fiori
Anthemis_tinctoria

Portamento. L'habitus delle specie di questo gruppo è erbaceo annuale o perenne, ma anche arbustivo e cespuglioso a breve o lunga durata; l'indumento è formato da peli (a volte ghiandolari) medifissi e/o basifissi oppure le superfici possono essere glabre. Alcune specie sono aromatiche. Raramente sono presenti specie spinose e alcune sono monocarpiche.
Fusto. La parte aerea in genere è eretta, semplice o ramosa. La base a volte è legnosa oppure priva di foglie.
Foglie. Le foglie lungo il fusto sono disposte in modo alterno. Alcune specie formano delle rosette basali. La lamina varia da dentata-lobata (3 - 5 lobi) a 1-3-pennatosetta.
Infiorescenza. Le sinflorescenze sono formate da capolini o solitari o raccolti in modo corimboso. Le infiorescenze vere e proprie sono composte da un capolino terminale peduncolato di tipo radiato, disciforme o discoide, normalmente con fiori eterogami (raramente omogami). I peduncoli possono essere snelli oppure rigonfi (a maturità). I capolini sono formati da un involucro, con forme emisferiche, obconiche o ubonate, composto da diverse brattee, al cui interno un ricettacolo fa da base ai fiori di due tipi: fiori del raggio e fiori del disco. Le brattee, piatte e a consistenza erbacea (scariose all'apice), sono disposte in modo più o meno embricato su più serie (da 1 a 5). Il ricettacolo, emisferico o conico, è provvisto, oppure no, di pagliette avvolgenti la base dei fiori. In alcuni casi i capolini sono subsessili.
Fiori.  I fiori sono tetra-ciclici (formati cioè da 4 verticilli: calice – corolla – androceo – gineceo) e pentameri (calice e corolla formati da 5 elementi). Si distinguono in:
- fiori del raggio (esterni): sono femminili e sono disposti su una serie; la forma è ligulata (zigomorfa); a volte possono mancare o essere sterili o neutri;
- fiori del disco (centrali): sono più numerosi con forme brevemente tubulose (attinomorfe); sono ermafroditi e fertili.

- Formula fiorale:

*/x K {\displaystyle \infty }, [C (5), A (5)], G 2 (infero), achenio
- Calice: i sepali del calice sono ridotti ad una coroncina di squame.

- Corolla:

- fiori del raggio: la forma della corolla alla base è più o meno tubulosa-imbutiforme (a volte pelosa), mentre all'apice è ligulata; la ligula può terminare con alcuni denti; il colore è bianco, giallo o rosa;
- fiori del disco: la forma è tubulare bruscamente divaricata in 5 lobi (o raramente in 4 lobi); i lobi, patenti o eretti, hanno una forma deltata o più o meno lanceolata; il colore può essere giallo o raramente biancastro o rossastro.

- Androceo: l'androceo è formato da 5 stami (alternati ai lobi della corolla) sorretti da filamenti generalmente liberi; gli stami sono connati e formano un manicotto circondante lo stilo. Le antere possono essere sia di tipo basifisso (come nei generi Tanacetum e Tripleurospermum) che mediofisso (ossia attaccate al filamento per la base – nel primo caso; oppure in un punto intermedio – nel secondo caso).[11] Questa caratteristica ha valore tassonomico in quanto distingue i generi gli uni dagli altri. Il tessuto dell'endotecio non è polarizzato. Il polline è sferico con un diametro medio di circa 25 micron;  è tricolporato (con tre aperture sia di tipo a fessura che tipo isodiametrica o poro) ed è echinato (con punte sporgenti).

- Gineceo: l'ovario è infero uniloculare formato da 2 carpelli. Lo stilo (il recettore del polline) è profondamente bifido (con due stigmi divergenti) e con le linee stigmatiche marginali separate o contigue. I due bracci dello stilo hanno una forma troncata e possono essere papillosi o ricoperti da ciuffi di peli.

Frutti. I frutti sono degli acheni con pappo (a volte il pappo può mancare). La forma degli acheni è più o meno ob-ovoide o ob-conica a sezione circolare con alcune coste trasversali (fino a 10) oppure con 3-5 nervature su ogni faccia. Il pappo di solito è formato da una piccola coppa di squame (auricolate) oppure è assente. Il pericarpo può contenere delle cellule mucillaginifere (a volte ne è privo), mentre le sacche di resina sono generalmente assenti (ma non in tutte le specie).

## Biologia
Impollinazione: l'impollinazione avviene tramite insetti (impollinazione entomogama tramite farfalle diurne e notturne).

Riproduzione: la fecondazione avviene fondamentalmente tramite l'impollinazione dei fiori (vedi sopra).

Dispersione: i semi (gli acheni) cadendo a terra sono successivamente dispersi soprattutto da insetti tipo formiche (disseminazione mirmecoria). In questo tipo di piante avviene anche un altro tipo di dispersione: zoocoria. Infatti gli uncini delle brattee dell'involucro (se presenti) si agganciano ai peli degli animali di passaggio disperdendo così anche su lunghe distanze i semi della pianta. Inoltre per merito del pappo (se presente) il vento può trasportare i semi anche a distanza di alcuni chilometri (disseminazione anemocora).

## Distribuzione e habitat
Le specie di questo gruppo sono distribuite in Eurasia con habitat medio-temperati.

## Sistematica
La famiglia di appartenenza di questa voce (Asteraceae o Compositae, nomen conservandum) probabilmente originaria del Sud America, è la più numerosa del mondo vegetale, comprende oltre 23.000 specie distribuite su 1.535 generi, oppure 22.750 specie e 1.530 generi secondo altre fonti (una delle checklist più aggiornata elenca fino a 1.679 generi). La famiglia attualmente (2021) è divisa in 16 sottofamiglie; la sottofamiglia Asteroideae è una di queste e rappresenta l'evoluzione più recente di tutta la famiglia.

### Filogenesi
Il gruppo di questa voce è descritto nella tribù Anthemideae, una delle 21 tribù della sottofamiglia Asteroideae). Da un punto di vista filogenetico, la tribù Anthemideae fa parte del supergruppo (o sottofamiglia) "Asteroideae grade"; l'altro è il supergruppo "Non-Asteroideae" contenente il resto delle sottofamiglie delle Asteraceae. All'interno del supergruppo è vicina alle tribù Senecioneae, Calenduleae, Gnaphalieae e Astereae.
In base alle ultime ricerche nella tribù sono stati individuati (provvisoriamente) 4 principali lignaggi (o cladi): "Southern hemisphere grade", "Asian-southern African grade", "Eurasian grade" e "Mediterranean clade". Il clade "Eurasian grade" comprende soprattutto specie presenti in Europa e Asia con habitat medio-temperati.
Il cladogramma seguente, tratto dallo studio citato e semplificato, mostra una possibile configurazione filogenetica del clade. La configurazione è provvisoria; in base al tipo di DNA analizzato sono possibili altre strutture filogenetiche.
|  | \| \| Matricariinae \| \| \| \| \| \| Anthemidinae \| \| \| \| |
|  |                                                                |
|  | altri cladi ("Asian-southern African grade")                   |
|  |                                                                |
|  | Matricariinae                                                  |
|  |                                                                |
|  | Anthemidinae                                                   |
|  |                                                                |

|  | Matricariinae |
|  |               |
|  | Anthemidinae  |
|  |               |

|  | \| \| Matricariinae \| \| \| \| \| \| Anthemidinae \| \| \| \| |
|  |                                                                |
|  | altri cladi ("Asian-southern African grade")                   |
|  |                                                                |
|  | Matricariinae                                                  |
|  |                                                                |
|  | Anthemidinae                                                   |
|  |                                                                |

|  | Matricariinae |
|  |               |
|  | Anthemidinae  |
|  |               |

|  | \| \| Matricariinae \| \| \| \| \| \| Anthemidinae \| \| \| \| |
|  |                                                                |
|  | altri cladi ("Asian-southern African grade")                   |
|  |                                                                |
|  | Matricariinae                                                  |
|  |                                                                |
|  | Anthemidinae                                                   |
|  |                                                                |

|  | Matricariinae |
|  |               |
|  | Anthemidinae  |
|  |               |

|  | \| \| Matricariinae \| \| \| \| \| \| Anthemidinae \| \| \| \| |
|  |                                                                |
|  | altri cladi ("Asian-southern African grade")                   |
|  |                                                                |
|  | Matricariinae                                                  |
|  |                                                                |
|  | Anthemidinae                                                   |
|  |                                                                |

|  | Matricariinae |
|  |               |
|  | Anthemidinae  |
|  |               |

I caratteri distintivi delle specie di questo gruppo sono:
- il ricettacolo in genere è provvisto di pagliette;
- il tessuto endoteciale non è polarizzato;
- l'indumento è formato soprattutto da peli medifissi;
- il pericarpo degli acheni è sottile.

Tempi di divergenza (milioni di anni - Ma) in base all'"orologio molecolare":
- Anthemidinae: da 7 a 2 milioni di anni fa.
- Brocchiinae: 11 milioni di anni fa.
- Leucanthemopsidinae: da 9,5 a 2 milioni di anni fa.
- Matricariinae: da 3,2 a 2,3 milioni di anni fa.

### Composizione del clade
Il lignaggio "Eurasian grade" comprende 5 sottotribù 19 generi e 568 specie.
| Sottotribù                                   | N. generi                                 | N. specie                                      | Distribuzione                                                | Caratteri più significativi | Numeri cromosomici                                           | Fiori |
| -------------------------------------------- | ----------------------------------------- | ---------------------------------------------- | ------------------------------------------------------------ | --- | ------------------------------------------------------------ | ----- |
| Anthemidinae (Cass.) Dumort., 1827           | 8                                         | 397                                            | Europa, Asia, Africa e Nord America                          | Il ricettacolo in genere è provvisto di pagliette. - Il tessuto endoteciale non è polarizzato. - L'indumento è formato soprattutto da peli medifissi. - Il pericarpo degli acheni è spesso | 2n = 18 (alcune specie sono poliploidi)                      |       |
| Brocchiinae <mall> Oberpr. & Töpfer, 2022    | Un genere: Brocchia Vis,1836              | Una specie: Brocchia cinerea (Delile) Vis,1836 | Africa settentrionale e Penisola Arabica                     | I capolini sono discoidi. - I fiori tubolosi hanno 4 petali. - Gli acheni sono provvisti di cellule mucillaginifere.                                                                       | 2n = 18                                                      |       |
| Leucanthemopsidinae Oberprieler & Vogt, 2007 | 5                                         | 14                                             | Areale mediterraneo                                          | L'indumento è fatto di peli medifissi. - Il ricettacolo è privo di pagliette. - Il tessuto endoteciale non è polarizzato.                                                                  | 2n = 18                                                      |       |
| Matricariinae Willk., 1870                   | 4                                         | 154                                            | La distribuzione è relativa soprattutto all'emisfero boreale | Le pagliette del ricettacolo sono sia presenti che assenti. - Il tessuto endoteciale non è polarizzato. - L'indumento è composto di peli basifissi. - Il pericarpo degli acheni è sottile. | 2n=18 (alcuni generi sono poliploidi: Achillea e Matricaria) |       |
| Vogtiinae Oberpr. & Töpfer, 2022             | Un genere: Vogtia Oberpr. & Sonboli, 2012 | 2                                              | Marocco e Mediterraneo occidentale                           | Il ciclo biologico è annuale. - Le antere hanno delle appendici appuntite. - L'epidermide della testa degli acheni ha delle pareti anticlinali ondulate.                                   | 2n = 18                                                      |       |

### Generi della flora spontanea italiana
Nella flora spontanea italiana sono presenti i seguenti generi di questo gruppo:
Anthemidinae
- Anthemis (21 specie)
- Cota (5 specie)
- Nananthea (una specie)
- Tanacetum (6 specie)
- Tripleurospermum (una specie)

Leucanthemopsidinae
- Leucanthemopsis (una specie)

Matricariinae
- Achillea (22 specie)
- Anacyclus (2 specie)